# Journal d'une fille perdue
Pour les articles homonymes, voir Journal d'une fille perdue (homonymie).
Journal d'une fille perdue (titre original : Das Tagebuch einer Verlorenen) est un film allemand muet réalisé par Richard Oswald, sorti en 1918. 
C'est l'adaptation au cinéma d'un livre de Margarete Böhme, Tagebuch einer Verlorenen.

## Synopsis
Le jour de sa cérémonie de confirmation, Marie, la fille du pharmacien Robert Henning, voit la gouvernante de son père se faire chasser de la maison et se suicider plus tard pour des raisons qui lui sont inconnues. Cette même nuit, elle est prise en charge par le directeur Meinert, qui dirige la pharmacie de son père, alors qu'elle est inconsciente. Peu après, elle donne naissance à un enfant mais le conseil de famille indigné décide que Marie doit être placé dans en pension dans établissement d'enseignement pour jeunes filles. Là, elle doit apprendre à vivre, à travailler et à souffrir comme dans une prison sous le régime strict et sadique du directeur Engelmann et de sa femme, tandis que son enfant est logé chez une nourrice miteuse. Le père de Marie finit par épouser Meta, autrefois gouvernante. Avec sa colocataire, Erika, Marie est soutenue par le comte Nikolaus Osdorff, un playboy divertissant qui parvient à la faire s'échapper de la maison de redressement.
Elle se précipite chez son enfant et découvre qu'il est décédé. Désespérée, elle suit son amie Erika dans un bordel de luxe, où elle est accueillie amicalement et devient une prostituée. Après quelque temps, elle décide néanmoins de s'évader de ce lieu. Son père décède et il s'avère qu'il a légué tous ses biens à sa fille mais Meta et ses enfants, nés entre-temps, n'en ont cure. Osdorff, qui a depuis été renvoyé pour incompétence et extravagance, épouse Marie, qui y voit la perspective d'une petite fortune. Mais on découvre que la pharmacie est endettée car Henning avait emprunté de grosses sommes d'argent au directeur Meinert, qui lui avait donné des parts de la pharmacie en garantie. Meinert se considère dès lors comme le nouveau propriétaire et verse à Marie sa part de 45 000 marks et chasse sans pitié la femme du pharmacien veuf Meta de la maison avec ses enfants.
Marie les prend tout de même en pitié et donne tout l'argent à ses petits demi-frères et sœurs. Quand Osdorff découvert cela, il se suicide. Devenue veuve, Marie est introduite dans les cercles aristocratiques en tant que nouveau membre d'une association de femmes charitables. Elle rend alors une visite à l'ancien établissement d'enseignement, qui fut autrefois le lieu de ses souffrances et lance un plaidoyer passionné contre le mensonge et l'hypocrisie en développant davantage son humanité.

## Fiche technique
- Titre : Journal d'une fille perdue
- Titre original : Das Tagebuch einer Verlorenen
- Réalisation : Richard Oswald
- Scénario : Richard Oswald
- Cinématographie : Max Faßbender
- Décors : August Rinaldi
- Pays d'origine :  Allemagne
- Format : Noir et blanc - 1,33:1- muet
- Date de sortie :
  - Allemagne : 29 octobre 1918

## Distribution
- Erna Morena
- Reinhold Schünzel
- Werner Krauss
- Paul Rehkopf
- Conrad Veidt
- Max Laurence
- Ilse Wejrmann
- Marga Köhler
- Marie von Bülow
- Clementine Plessner